# Сегундо Агрупамијенто де Сегуридад Публика Естатал Тепетлапа (Тепетлиспа)
Сегундо Агрупамијенто де Сегуридад Публика Естатал Тепетлапа (шп. Segundo Agrupamiento de Seguridad Pública Estatal Tepetlapa) насеље је у Мексику у савезној држави Мексико у општини Тепетлиспа. Насеље се налази на надморској висини од 2281 м.

## Становништво
Према подацима из 2010. године у насељу су живела 3 становника.

### Хронологија
| Година       | 2000       | 2005         | 2010 |
| ------------ | ---------- | ------------ | ---- |
| Становништво | 13 (7 / 6) | 49 (25 / 24) | 3    |

### Попис
| # | Индикатор                     | Вредност |
| - | ----------------------------- | -------- |
| 1 | Укупно домаћинстава           | 3        |
| 2 | Укупно насељених домаћинстава | 1        |
| 3 | Величина локације             | 1        |